# Johan Wilhelm Rangell
Johan Wilhelm Rangell (ur. 25 października 1894, zm. 12 marca 1982) – fiński prawnik i polityk, premier od 1941 do 1943.
W 1942, gdy Niemcy zażądali wydania fińskich Żydów, stwierdził, że w Finlandii „nie ma kwestii żydowskiej”. Po wojnie skazany na 6 lat więzienia za zbrodnie przeciwko pokojowi.